# Korija
Korija is een plaats in de gemeente Virovitica in de Kroatische provincie Virovitica-Podravina. De plaats telt 858 inwoners (2001).